# Elsevier
Elsevier NV è una casa editrice olandese parte del gruppo RELX che opera nella pubblicazione di testate in ambito medico e scientifico. Con sede ad Amsterdam, l'azienda è presente in 24 paesi e impiega oltre 7.000 dipendenti.

## Origini

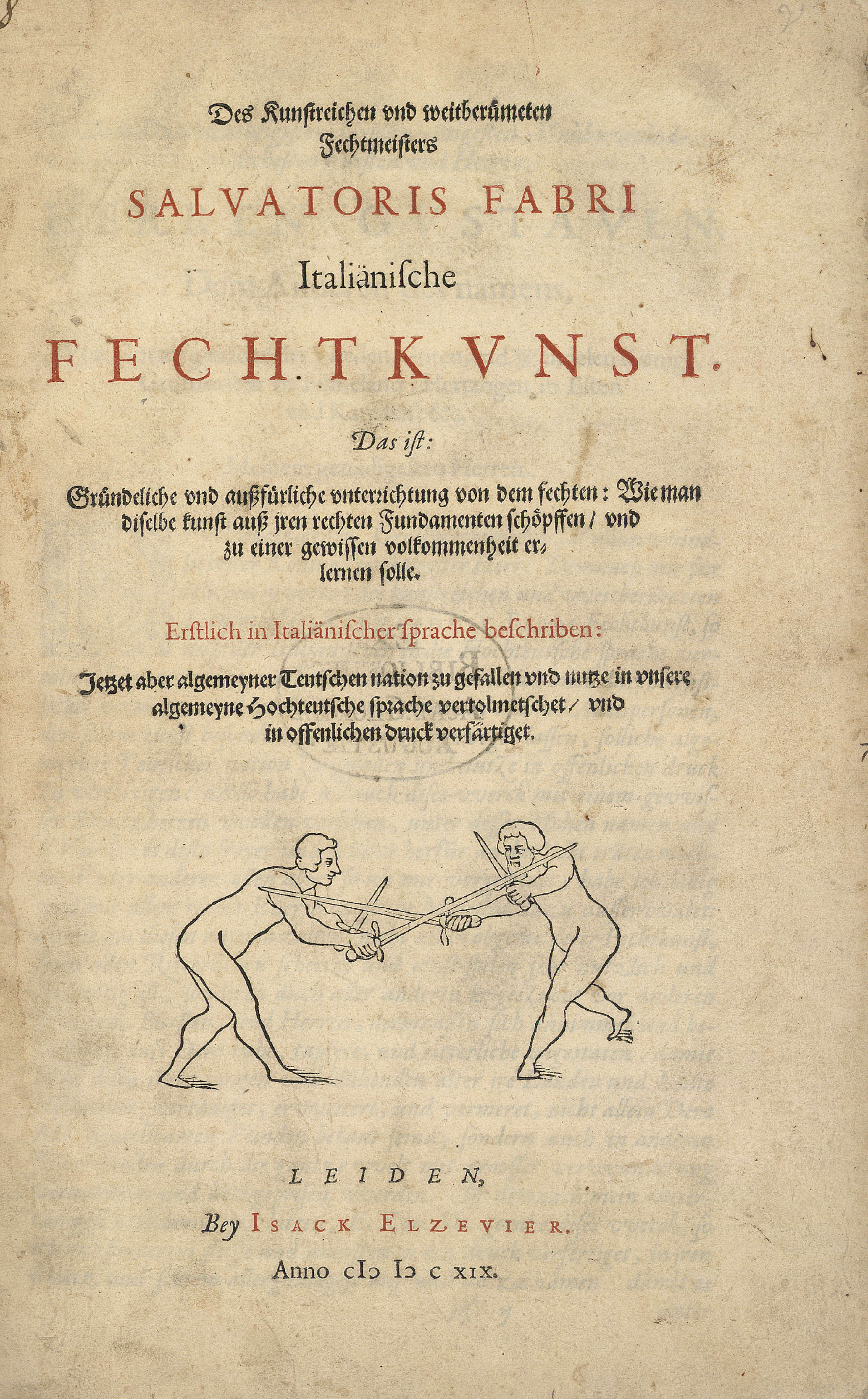
Versione tedesca di un trattato di Salvatore Fabris pubblicato a Leida da Isaac Elzevier nel 1619.

Elsevier prende il proprio nome e marchio dalla storica famiglia olandese di stampatori, editori e librai Elzevier, la cui attività iniziò nel 1580 a Leida. L'attuale casa editrice è stata fondata nel 1880 ed è la più antica e la più grande fra quelle risalenti a tale periodo.

## Azienda
L'azienda pubblica circa 20.000 testate, tra cui le riviste The Lancet, Journal of Molecular Biology, Cell e Tetrahedron Letters, e libri scientifici classici come l'Anatomia del Gray, il Dizionario medico Dorland e Malattie del cuore di Braunwald. Elsevier, che impiega più di 7.000 persone in più di 70 uffici sparsi in 24 paesi, è guidata dall'amministratore delegato Ron Mobed. Nel 2003 le sue pubblicazioni hanno costituito il 25% del mercato mondiale nella pubblicazione nei domini scientifici, tecnologico e medico.
Le piattaforme di ricerca cui è possibile accedere sono: 
- ScienceDirect, Scopus, Mendeley,
- Evise, Elsevier Editorial System, SciVal, SciVal Funding,
- Engineering Village, Geofacets, Geo Embase,
- Clinical Key, Pharma Pendium, Pathway Studio.

## In Italia
In Italia l'azienda era leader di mercato ed era rappresentata dalla controllata Elsevier Masson. Editava testate come Tempo Medico, Giornale del Medico, Dental Cadmos, Il Giornale dell'Odontoiatra, IOS, oltre a riviste di argomento farmaceutico, come il Giornale del Farmacista. A gennaio 2008 acquisì Edra SpA, società editoriale specializzata nella comunicazione digitale e nei servizi per la sanità. A marzo 2013 le attività italiane in ambito comunicazione, editoria, formazione e servizi tra cui Medikey, Dica33, DoctorNews33, Farmacista33, Codifa, L'informatore Farmaceutico, OncoNews, MedicinaInterna33, Diabetologia33 e Dental Cadmos sono state acquisite da Edra LSWR S.p.A.

## Open Access
Al 2025, quasi tutte le 2.900 riviste nel portafoglio di Elsevier consentono agli autori degli articoli di pubblicare in modalità di accesso aperto (OA). Agli autori è richiesto un contributo variabile a seconda della testata che, in alcuni casi, può essere finanziato da istituzioni che hanno siglato accordi di collaborazione con la casa editrice.
Circa 160 riviste sono di tipo transformative. 
Gli articoli OA sono comunque sottoposti a revisione paritaria e rilasciati sotto licenza di tipo Creative Commons Attribution. Sono da subito visibili nel sito Sciencedirect.com e scaricabili liberamente da chiunque.

## Controversie

### Coinvolgimento nel commercio di armi
A partire dal marzo 2006 Reed Elsevier è stata oggetto di pressioni provenienti dal mondo accademico e da associazioni contrarie al commercio di armi affinché cessasse il suo coinvolgimento in eventi e convegni su prodotti e tecnologie belliche, considerate incompatibili con l'importanza dell'azienda nel campo della pubblicazione scientifica in ambito medico. Il 1º giugno 2007 l'azienda ha annunciato la conclusione di ogni sua attività di tal genere.

### Pratiche editoriali controverse
Il 22 gennaio 2012 un gruppo di matematici universitari, nella cui disciplina il processo editoriale è largamente a carico degli autori stessi, ha avviato una campagna di boicottaggio contro Elsevier chiamata The Cost of Knowledge, estesa a tutte le discipline scientifiche, affinché abbassi i prezzi delle riviste scientifiche e promuova l'accesso aperto. I ricercatori aderenti decidono di astenersi dal sottoporre propri articoli per la pubblicazione, di effettuare revisioni per articoli altrui e di prestare servizi editoriali per la casa olandese.
Elsevier ha annunciato una politica di moderazione dei prezzi per le riviste di matematica ed ha concesso libera disponibilità degli articoli pubblicati da più di quattro anni su 14 riviste, sempre di matematica. Nel giugno 2014, la campagna di boicottaggio era ancora attiva, con più di 14 mila firmatari.

## Azioni legali contro il sito open source Sci-Hub
Dal 2015 ha intrapreso azioni legali per violazione di diritti d'autore contro la piattaforma open source di articoli scientifici accademici Sci-Hub.